# Горка-Хваловська
Горка-Хваловська (рос. Горка-Хваловская) — присілок у Волховському районі Ленінградської області Російської Федерації.
Населення становить 37 осіб. Належить до муніципального утворення Хваловське сільське поселення.

## Історія
Згідно із законом № 56-оз від 6 вересня 2004 року належить до муніципального утворення Хваловське сільське поселення.

## Населення
| 1838 | 1862 | 1997 | 2007 | 2010 | 2017 |
| ---- | ---- | ---- | ---- | ---- | ---- |
| 21   | ↗57  | ↘29  | →29  | →29  | ↗37  |